# Саска Маре (Сучава)
Саска Маре (рум. Sasca Mare) насеље је у Румунији у округу Сучава у општини Корну Лунчи. Oпштина се налази на надморској висини од 391 m.

## Становништво
Према подацима из 2002. године у насељу је живело 683 становника, од којих су сви румунске националности.